# Хатинг (Арканзас)
Хатинг (енгл. Huttig) град је у америчкој савезној држави Арканзас.

## Демографија
По попису из 2010. године број становника је 597, што је 134 (-18,3%) становника мање него 2000. године.
| Група             | 2000.       | 2010.       |
| Белци             | 353 (48,3%) | 267 (44,7%) |
| Афроамериканци    | 354 (48,4%) | 309 (51,8%) |
| Азијати           | 0 (0,0%)    | 0 (0,0%)    |
| Хиспаноамериканци | 11 (1,5%)   | 7 (1,2%)    |
| Укупно            | 731         | 597         |